# فلسطین، شهرستان فرانکلین، ایندیانا
فلسطین (به انگلیسی: Palestine) یک منطقهٔ مسکونی در ایالات متحده آمریکا است که در شهرستان فرانکلین، ایندیانا واقع شده‌است. فلسطین ۲۹۵٫۰۵ متر بالاتر از سطح دریا واقع شده‌است.